# Passabém
Passabém este un oraș în Minas Gerais (MG), Brazilia.